# Порогівська сільська рада (Ямпільський район)
| Порогівська сільська рада — колишній орган місцевого самоврядування у Ямпільському районі Вінницької області з адміністративним центром у с. Пороги. Сільській раді підпорядковані населені пункти: - с. Пороги - с. Добрянка - с. Франківка |

## Склад ради
Рада складається з 16 депутатів та голови.

## Керівний склад сільської ради
| ПІБ                         | Основні відомості                                                  | Дата обрання | Дата звільнення |
| --------------------------- | ------------------------------------------------------------------ | ------------ | --------------- |
| Івасенко Олег Іванович      | Сільський голова, 1970 року народження, освіта вища, позапартійний | 12.04.2002   | 11.11.2010      |
| Жереб Людмила Володимирівна | Сільський голова, 1971 року народження, освіта вища, позапартійна  | 31.10.2010   |                 |

Примітка: таблиця складена за даними джерела

## Населення
Згідно з переписом УРСР 1989 року чисельність наявного населення сільської ради становила 1459 осіб, з яких 641 чоловік та 818 жінок.
За переписом населення України 2001 року в сільській раді мешкали 1343 особи.

### Мова
Розподіл населення за рідною мовою за даними перепису 2001 року:
| Мова       | Відсоток |
| ---------- | -------- |
| українська | 98,07 %  |
| російська  | 1,56 %   |
| молдовська | 0,30 %   |
| болгарська | 0,07 %   |